# Eerste klasse 1985-86 (voetbal België)
Het seizoen 1985/86 van de Belgische Eerste Klasse ging van start in de zomer van 1985 en eindigde in de lente van 1986. RSC Anderlecht werd landskampioen na een testmatch tegen Club Brugge.

## Gepromoveerde teams
Deze teams waren gepromoveerd uit de Tweede Klasse voor de start van het seizoen:
- RWDM (kampioen in Tweede)
- R. Charleroi SC (eindrondewinnaar)

## Degraderende teams
Deze teams degradeerden naar Tweede Klasse op het eind van het seizoen:
- K. Waterschei SV Thor Genk
- K. Lierse SK

## Titelstrijd
RSC Anderlecht werd landskampioen, maar niet met een ruime voorsprong van 11 punten zoals een seizoen eerder. Anderlecht en Club Brugge eindigden beide met 52 punten. Club Brugge en Anderlecht wonnen elk 22 wedstrijden, speelden 8 keer gelijk en verloren 4 wedstrijden. Omdat ze dus beide evenveel punten en evenveel gewonnen wedstrijden hadden, werd een testwedstrijd gespeeld.
Eerst ontving Anderlecht in het Astridpark Club Brugge. De wedstrijd eindigde met een 1-1 gelijkspel. Later moest Anderlecht op bezoek bij Club Brugge. Brugge kwam al gauw op voorsprong na een flater van Anderlecht-speler René Vandereycken. Vandereycken maakte zijn fout echter snel goed door het maken van een zeer belangrijk doelpunt. Uiteindelijk eindigde ook deze wedstrijd in een gelijkspel, namelijk op 2-2, maar omdat Anderlecht 2 keer op verplaatsing had kunnen scoren en Club Brugge maar één keer, werd Anderlecht landskampioen.
| Datum      | Wedstrijd                    | Uitslag |
| ---------- | ---------------------------- | ------- |
| 30/04/1986 | RSC Anderlecht - Club Brugge | 1-1     |
| 06/05/1986 | Club Brugge - RSC Anderlecht | 2-2     |

## Degradatiestrijd
Lierse SK en Waterschei Thor moesten tot de laatste speeldag vechten voor hun plaats in Eerste Klasse. Ook FC Seraing moest opletten maar uiteindelijk waren het Waterschei Thor en Lierse SK die degradeerden.

## Eindstand
|         |    |                            | P  | W  | G  | V  | +  | -  | DS  | Ptn |
| ------- | -- | -------------------------- | -- | -- | -- | -- | -- | -- | --- | --- |
| K       | 1  | RSC Anderlecht             | 34 | 22 | 8  | 4  | 84 | 33 | 51  | 52  |
| (beker) | 2  | Club Brugge KV             | 34 | 22 | 8  | 4  | 78 | 34 | 44  | 52  |
| (UEFA)  | 3  | R. Standard de Liège       | 34 | 15 | 12 | 7  | 57 | 29 | 28  | 42  |
| (UEFA)  | 4  | KAA Gent                   | 34 | 15 | 11 | 8  | 51 | 38 | 13  | 41  |
| (UEFA)  | 5  | KSK Beveren                | 34 | 15 | 10 | 9  | 51 | 37 | 14  | 40  |
|         | 6  | RFC Liégeois               | 34 | 15 | 9  | 10 | 43 | 35 | 8   | 39  |
|         | 7  | K. Beerschot VAV           | 34 | 12 | 13 | 9  | 43 | 44 | −1  | 37  |
|         | 8  | KSV Waregem                | 34 | 14 | 7  | 13 | 49 | 38 | 11  | 35  |
|         | 9  | R. Antwerp FC              | 34 | 11 | 13 | 10 | 38 | 43 | −5  | 35  |
|         | 10 | KSV Cercle Brugge          | 34 | 12 | 10 | 12 | 55 | 47 | 8   | 34  |
|         | 11 | KV Mechelen                | 34 | 7  | 17 | 10 | 35 | 46 | −11 | 31  |
|         | 12 | R. Charleroi SC            | 34 | 11 | 6  | 17 | 41 | 63 | −22 | 28  |
|         | 13 | RWDM                       | 34 | 9  | 9  | 16 | 36 | 57 | −21 | 27  |
|         | 14 | KSC Lokeren                | 34 | 9  | 8  | 17 | 45 | 68 | −23 | 26  |
|         | 15 | KV Kortrijk                | 34 | 8  | 17 | 9  | 40 | 52 | −12 | 25  |
|         | 16 | RFC Sérésien               | 34 | 6  | 13 | 15 | 23 | 39 | −16 | 25  |
| D       | 17 | K. Waterschei SV Thor Genk | 34 | 6  | 10 | 18 | 23 | 56 | −33 | 22  |
| D       | 18 | K. Lierse SK               | 34 | 5  | 11 | 18 | 34 | 67 | −33 | 21  |

P: wedstrijden gespeeld, W: wedstrijden gewonnen, G: gelijke spelen, V: wedstrijden verloren, +: gescoorde doelpunten, -: doelpunten tegen, DS: doelsaldo, Ptn: totaal punten
K: kampioen, D: degradeert, (beker): bekerwinnaar, (UEFA): geplaatst voor UEFA-beker

### Testwedstrijden
|                                    |                 |              |             | |
| 30 april 1986 Testwedstrijd (heen) | RSC Anderlecht  | 1 – 1        | Club Brugge | Constant Vanden Stockstadion, Anderlecht Toeschouwers: 27.000 Scheidsrechter: Jean-François Crucke |
| 30 april 1986 Testwedstrijd (heen) | Vercauteren 15' | Videoverslag | 64' Beyens  | Constant Vanden Stockstadion, Anderlecht Toeschouwers: 27.000 Scheidsrechter: Jean-François Crucke |

| Anderlecht | Club Brugge |

| RSC Anderlecht: |  |                   |            |
|                 |  |                   |            |
| GK              |  | Jacky Munaron     |            |
| RB              |  | Georges Grün      |            |
| CB              |  | Morten Olsen      | Kreeg geel |
| CB              |  | Stéphane Demol    |            |
| LB              |  | Henrik Andersen   |            |
| RM              |  | Per Frimann       |            |
| DM              |  | René Vandereycken | Kreeg geel |
| AM              |  | Enzo Scifo        |            |
| LM              |  | Frank Vercauteren | 46'        |
| CF              |  | Arnór Guðjohnsen  |            |
| CF              |  | Erwin Vandenbergh |            |
| Wisselspelers:  |  |                   |            |
| DF              |  | Luka Peruzović    | 46'        |
| Coach:          |  |                   |            |
| Arie Haan       |  |                   |            |

| Club Brugge:   |  |                      |            |
|                |  |                      |            |
| GK             |  | Philippe Vande Walle |            |
| RB             |  | Tew Mamadou          | Kreeg geel |
| CB             |  | Hugo Broos           |            |
| CB             |  | Franky Van der Elst  |            |
| LB             |  | Gino Maes            | Kreeg geel |
| RM             |  | Luc Beyens           |            |
| DM             |  | René Verheyen        |            |
| AM             |  | Jan Ceulemans        |            |
| LM             |  | Alex Querter         | 88'        |
| CF             |  | Marc Degryse         | 77'        |
| CF             |  | Willy Wellens        |            |
| Wisselspelers: |  |                      |            |
| MF             |  | Stefan Vereycken     | 77'        |
| DF             |  | Pascal Plovie        | 88'        |
| Coach:         |  |                      |            |
| Henk Houwaart  |  |                      |            |

|                                  |                       |              |                            |                                                                                     |
| 6 mei 1986 Testwedstrijd (terug) | Club Brugge           | 2 – 2        | RSC Anderlecht             | Olympiastadion, Brugge Toeschouwers: 29.000 Scheidsrechter: Frans Van Den Wijngaert |
| 6 mei 1986 Testwedstrijd (terug) | Papin 14' Wellens 32' | Videoverslag | 63' Vandereycken 75' Demol | Olympiastadion, Brugge Toeschouwers: 29.000 Scheidsrechter: Frans Van Den Wijngaert |

| Club Brugge | Anderlecht |

| Club Brugge:   |    |                      |         |
|                |    |                      |         |
| GK             | 1  | Philippe Vande Walle |         |
| RB             | 12 | Luc Beyens           |         |
| CB             | 4  | Hugo Broos           |         |
| CB             | 3  | Franky Van der Elst  |         |
| LB             | 5  | Gino Maes            | 65' 77' |
| RM             | 11 | Leo Van Der Elst     |         |
| CM             | 6  | Jan Ceulemans        |         |
| CM             | 7  | René Verheyen        |         |
| LM             | 8  | Alex Querter         | 67'     |
| CF             | 9  | Jean-Pierre Papin    |         |
| CF             | 15 | Willy Wellens        |         |
| Wisselspelers: |    |                      |         |
| DF             | 2  | Tew Mamadou          | 67'     |
| FW             | 10 | Marc Degryse         | 77'     |
| Coach:         |    |                      |         |
| Henk Houwaart  |    |                      |         |

| RSC Anderlecht: |    |                   |         |
|                 |    |                   |         |
| GK              | 1  | Jacky Munaron     |         |
| RB              | 3  | Georges Grün      |         |
| CB              | 10 | Morten Olsen      |         |
| CB              | 2  | Luka Peruzović    |         |
| LB              | 5  | Henrik Andersen   | 53'     |
| RM              | 4  | Enzo Scifo        | 40'     |
| CM              | 8  | Stéphane Demol    |         |
| CM              | 7  | René Vandereycken | 50' 78' |
| LM              | 6  | Frank Vercauteren | 83'     |
| CF              | 11 | Arnór Guðjohnsen  |         |
| CF              | 9  | Erwin Vandenbergh |         |
| Wisselspelers:  |    |                   |         |
| MF              | 15 | Per Frimann       | 40'     |
| DF              | 14 | Walter De Greef   | 83'     |
| Coach:          |    |                   |         |
| Arie Haan       |    |                   |         |

## Topscorers
Erwin Vandenbergh van RSC Anderlecht werd voor de vijfde keer in zijn carrière topschutter in de Eerste Klasse. Hij scoorde 27 keer.

## Individuele trofeeën
- Gouden Schoen: Jan Ceulemans - Club Brugge KV - 1985
- Profvoetballer van het Jaar: Jan Ceulemans - Club Brugge KV - 1986
- Keeper van het Jaar: Gilbert Bodart - R. Standard de Liège - 1986
- Scheidsrechter van het Jaar: Marcel Van Langenhove - 1986
- Trainer van het Jaar: Urbain Haesaert - KSV Waregem - 1986

1895/96 · 1896/97 · 1897/98 · 1898/99 · 1899/00 · 1900/01 · 1901/02 · 1902/03 · 1903/04 · 1904/05 · 1905/06 · 1906/07 · 1907/08 · 1908/09 · 1909/10 · 1910/11 · 1911/12 · 1912/13 · 1913/14 · 1914/15 · 1915/16 · 1916/17 · 1917/18 · 1918/19 · 
1919/20 · 1920/21 · 1921/22 · 1922/23 · 1923/24 · 1924/25 · 1925/26 · 1926/27 · 1927/28 · 1928/29 · 1929/30 · 1930/31 · 1931/32 · 1932/33 · 1933/34 · 1934/35 · 1935/36 · 1936/37 · 1937/38 · 1938/39 · 1939/40 · 1940/41 · 1941/42 · 1942/43 · 1943/44 · 1944/45 · 1945/46 · 1946/47 · 1947/48 · 1948/49 · 1949/50 · 1950/51 · 1951/52 · 1952/53 · 1953/54 · 1954/55 · 1955/56 · 1956/57 · 1957/58 · 1958/59 · 1959/60 · 1960/61 · 1961/62 · 1962/63 · 1963/64 · 1964/65 · 1965/66 · 1966/67 · 1967/68 · 1968/69 · 1969/70 · 1970/71 · 1971/72 · 1972/73 · 1973/74 · 1974/75 · 1975/76 · 1976/77 · 1977/78 · 1978/79 · 1979/80 · 1980/81 · 1981/82 · 1982/83 · 1983/84 · 1984/85 · 1985/86 · 1986/87 · 1987/88 · 1988/89 · 1989/90 · 1990/91 · 1991/92 · 1992/93 · 1993/94 · 1994/95 · 1995/96 · 1996/97 · 1997/98 · 1998/99 · 1999/00 · 2000/01 · 2001/02 · 2002/03 · 2003/04 · 2004/05 · 2005/06 · 2006/07 · 2007/08 · 2008/09 · 2009/10 · 2010/11 · 2011/12 · 2012/13 · 2013/14 · 2014/15 · 2015/16 · 2016/17 · 2017/18 · 2018/19 · 2019/20 · 2020/21· 2021/22 · 2022/23 · 2023/24 · 2024/25